# La Poudre (film)
Pour l’article homonyme, voir La Poudre.
Pour plus de détails, voir Fiche technique et Distribution.
La Poudre (Порох) est un film soviétique réalisé par Victor Aristov, sorti en 1985,.

## Fiche technique
- Photographie : Youri Vorontsov
- Musique : Arkadi Gagoulachvili
- Décors : Vladimir Bannykh
- Montage : Irina Gorokhovskaia